# Barbet Schroeder
Barbet Schroeder (ur. 26 sierpnia 1941 w Teheranie) − szwajcarski reżyser, scenarzysta i producent filmowy, pracujący głównie we Francji.

## Życiorys
Jego ojciec, szwajcarski geolog, pracował w Iranie. Studiował filozofię na Sorbonie. Wspólnie z Érickiem Rohmerem w 1962 założył wytwórnię Les Films du losange, a w 1963 zagrał w jego filmie "Piekareczka z Monceau". Był też współpracownikiem m.in. Jeana-Luca Godarda. Samodzielnie debiutował w 1969 filmem More. Muzykę do obrazu o popadaniu w heroinowy nałóg napisała grupa Pink Floyd, została ona wydana na albumie o tym samym tytule. Ponowna współpraca reżysera z zespołem - przy okazji La Vallée - zaowocowała płytą Obscured by Clouds.
W 1974 nakręcił dokument o ugandyjskim dyktatorze Idim Aminie. W następnej dekadzie zaczął realizować filmy w Hollywood. W 1987 nakręcił Ćmę barową na podstawie prozy Charlesa Bukowskiego. W 1990 powstała Druga prawda, fabularyzowana relacja z procesu Clausa von Bülowa, arystokraty oskarżonego o próbę zabójstwa żony. Grający von Bülowa Jeremy Irons zdobył Oscara, a Schroeder był do tej nagrody nominowany. Inne jego amerykańskie filmy to Sublokatorka (1992), Pocałunek śmierci (1995), W akcie desperacji (1998) oraz Śmiertelna wyliczanka (2002).
W 2000 zrealizował Matkę boską morderców, ekranizację powieści kolumbijskiego pisarza Fernando Vallejo. W 2007 zrealizował dokument Adwokat terroru o kontrowersyjnym adwokacie Jacquesie Vergèsie.

## Reżyseria
- More (1969)
- La Vallée (1972)
- Général Idi Amin Dada: Autoportrait (1974, dokument)
- Maîtresse (1976)
- Koko, le gorille qui parle (1978, dokument)
- Tricheurs (1984)
- Ćma barowa (Barfly 1987)
- Druga prawda (Reversal of Fortune 1990)
- Sublokatorka (Single White Female 1992)
- Pocałunek śmierci (Kiss of Death 1995)
- Wczoraj i dziś (Before and After 1996)
- W akcie desperacji (Desperate Measures 1998)
- Matka boska morderców (La virgen de los sicarios 2000)
- Śmiertelna wyliczanka (Murder by Numbers 2002)
- Adwokat terroru (Terror's Advocate 2007, dokument)